# Toxorhina (Toxorhina) perproducta
Toxorhina (Toxorhina) perproducta is een tweevleugelige uit de familie steltmuggen (Limoniidae). De soort komt voor in het Australaziatisch gebied.